# Alej k lipám
Alej k lipám se nachází na katastru obce Dobroslavice v okrese Opava v Moravskoslezském kraji v Horním Slezsku

## Historie a popis
Alej k lipám byla založena v roce 2017. Vznikla na obnovené historické cestě v rámci rekultivačního projektu místního spolku Dobro-vize (v Nadaci via) a dobrovolných dárců. Alej, kterou projektoval arborista Marek Gasior, zpřístupňuje vzrostlé lípy na travnatém ostrůvku v poli a je vysázena zejména odolnými slivoněmi (především švestkou chrudimskou, ale také švestkou domácí a mirabelkou nancynskou) a odolnými hrušněmi (především hrušní charneuskou ale také hrušní clappovou a hrušní hardyho). Součástí aleje jsou také vzrostlé lípy nacházející se na konci aleje. Na konci aleje je vyhlídkové místo ve výšce 334 m n. m. s informační tabulí, křížem a lavičkami.
Alej k lipám se nachází severně od Dobroslavic a je přístupná z cesty mezi Dobroslavicemi a Jilešovicemi. Délka aleje je 150 m.
O celou alej pečují převážně obyvatelé okolí.
Alej k lipám i vyhlídkové místo se nacházejí na okraji pohoří Vítkovská vrchovina.
V anketě Alej roku 2020 (pořádané spolkem Arnika) se Alej k lipám umístila na 3. místě v Moravskoslezském kraji.

## Galerie

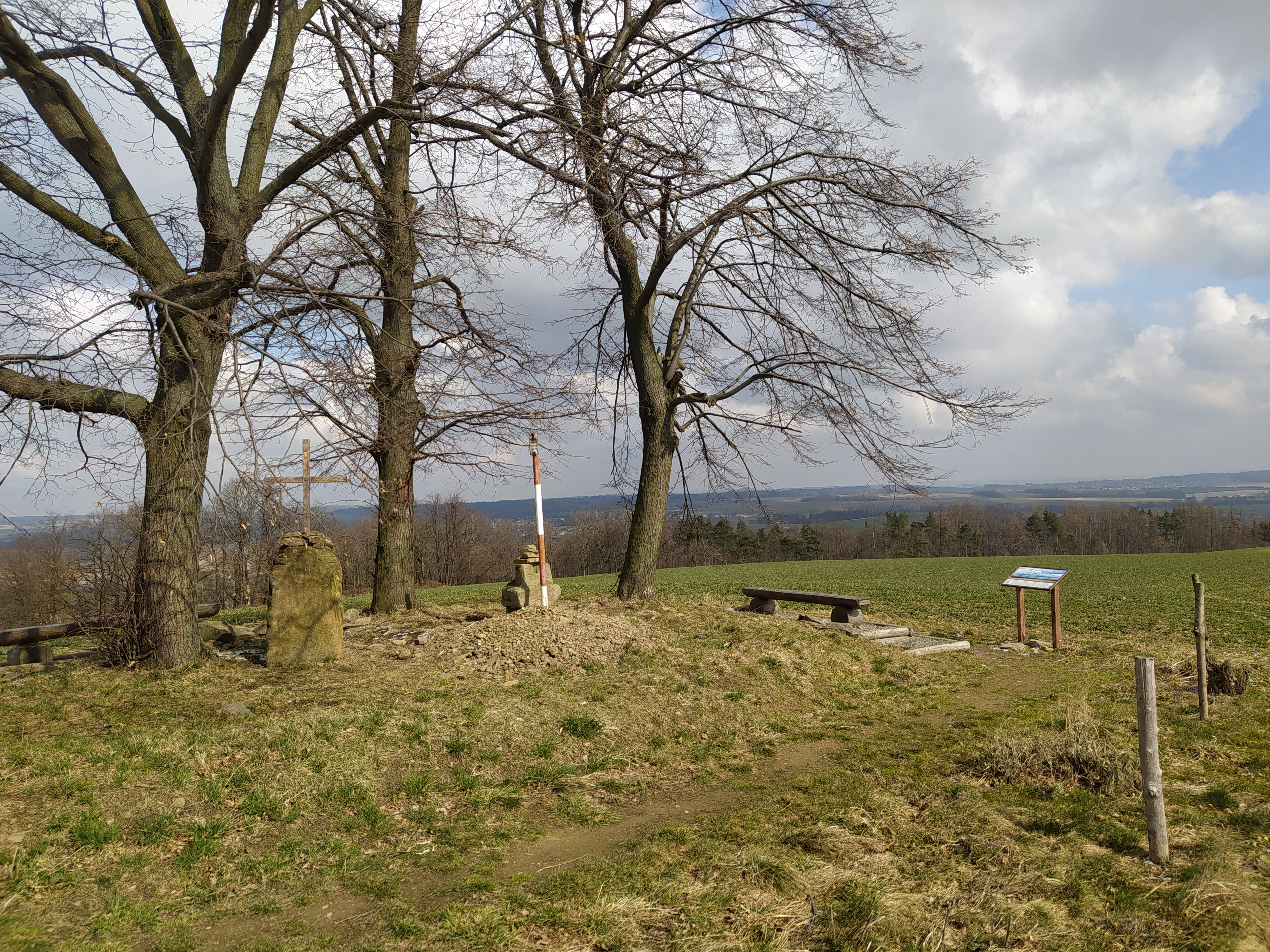
Vyhlídka u tří líp
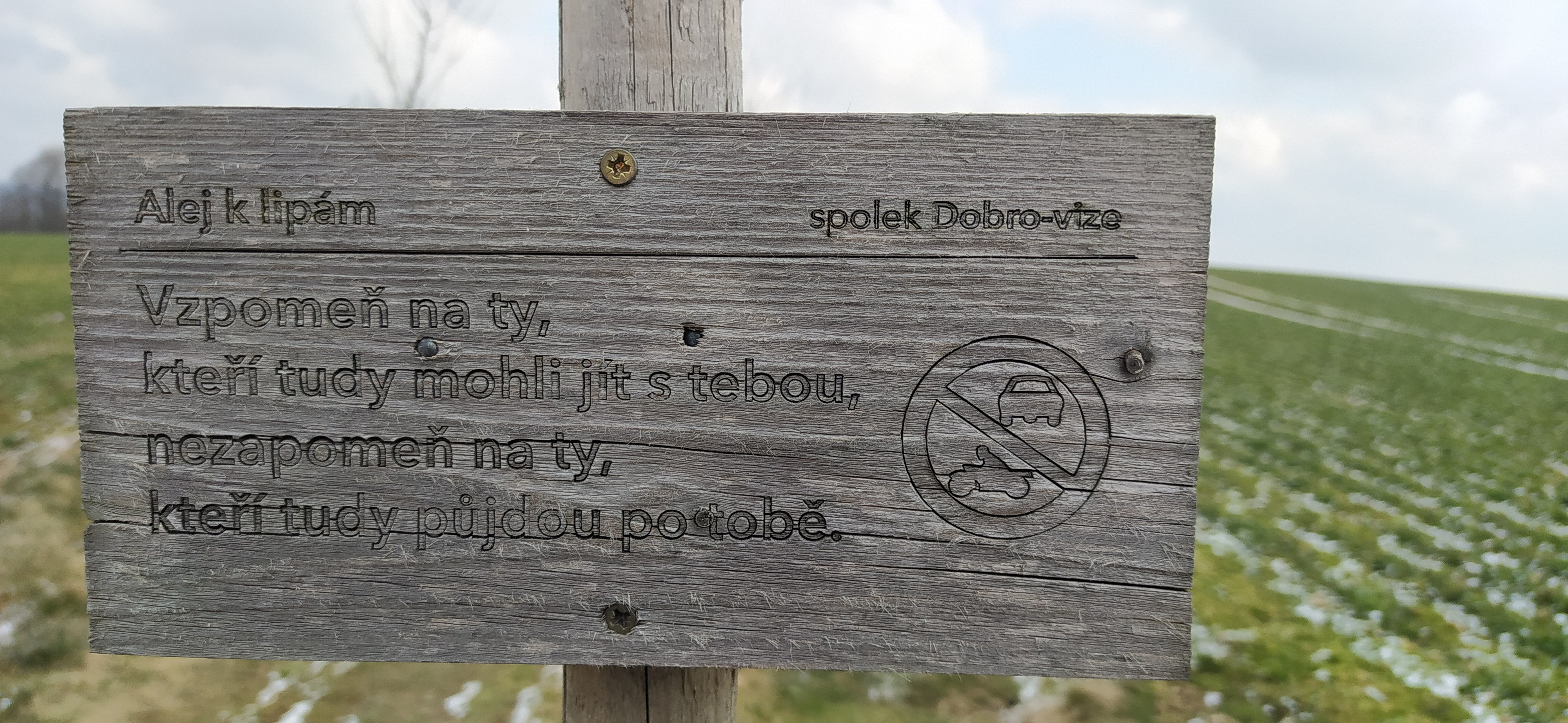
informační tabule na začátku Aleje k lipám

## Další informace
V blízkém okolí se také nachází zámecký park, Pomník sovětským letcům, lom Trhůvka, přírodní památka Jilešovice-Děhylov, řeka Opava, Hlučínské jezero a Kozmické ptačí louky.